# Dans le Noir ?
Dans le Noir ? est une chaîne de restaurants et d'expériences sensorielles fondée en 2003 qui propose des dîners dans le noir absolu, au cours desquels les convives sont guidés par des serveurs non-voyants.
Elle est présente entre autres à Paris, à Nantes, à Bordeaux, à Toulouse, à Londres, au Caire, à Madrid, à Bruxelles, à Auckland et à Saint-Pétersbourg.

## Historique

### Développement du concept
Au milieu du XIXe siècle, des dîners dans l'obscurité sont déjà organisés par les associations de personnes non-voyantes  pour sensibiliser les familles et leurs proches au handicap visuel.
Les événements dans l'obscurité viennent d’une idée du professeur allemand Andreas Heinecke (en) à la fin des années 1980. Michel Reilhac et l'association Paul Guinot ont développé le concept de dîners dans l'obscurité en 1997 au travers d'un programme intitulé « Le Goût du Noir » dont l'équipe servira de base au développement de Dans le Noir ? en 2003.
Le premier établissement Dans le Noir ?, situé rue Quincampoix à Paris, a ouvert ses portes le 14 juillet 2004,. Les clients y mangent un menu surprise dans le noir absolu, en étant guidés par des serveurs non-voyants.
L'établissement est créé par le groupe Ethik Investment de l'entrepreneur français Édouard de Broglie, en partenariat avec l'association Paul-Guinot (une association d'aide aux aveugles et malvoyants). Le restaurant emploie 50% de travailleurs handicapés. Le directeur général du groupe, Didier Roche, lui-même non-voyant, pilote une initiative visant à améliorer l'insertion des employés handicapés dans les entreprises.

### Diversification
En 2011, Ethik Investment a ouvert deux spas Dans le Noir ? à Paris et à Bordeaux. Ces deux établissements proposent à leurs clients des massages dispensés par des praticiens non-voyants.
Dans le Noir ? international développe un programme de franchise en France, en Europe et à l'international.
L'entreprise se développe sans communication spécifique sur les non-voyants qui y travaillent.
En 2014, le groupe reçoit le Trophée national de l'entreprise citoyenne remis par le Sénat pour son action en faveur des personnes en situation de handicap.
Le groupe Ethik Investment est le partenaire opérationnel et un des bailleurs du projet « A Light For Africa » qui vise à électrifier des écoles en Afrique de l'Ouest.

### Influence
Le restaurant parisien est montré lors de la saison 3 de Top Chef sur M6 en 2012 et sert de base au concept de l'épreuve de la boîte noire, devenue depuis une épreuve classique du programme.
Le restaurant londonien sert de cadre au tournage du film Il était temps (About Time) de Richard Curtis.
Il est, par ailleurs, mentionné par le tennisman Novak Djokovic dans son livre « Service Gagnant » ( Robert Lafont, 2014) qui en fait une icône du « Slow Food »[réf. nécessaire]

## Restaurants
Paris
Le premier établissement ouvre le 14 juillet 2004, rue Quincampoix, dans le 3e arrondissement de Paris.
Londres
Le 26 février 2006, Dans le Noir ? ouvre un établissement à Londres. . Dans le Noir ? y soutient des œuvres de charités et fondations britanniques en organisant des levées de fonds à leur profit,.

### Autres villes
Le groupe ouvre des restaurants en partenariat avec des hôtels. A Nantes, le restaurant s'implante en 2016. En 2019, le concept s'installe à Bordeaux, puis en 2021 à Strasbourg.
En juin 2021, un établissement ouvre à Bruxelles, après Madrid, Le Caire, Barcelone et Saint-Petersbourg,,. Le groupe ouvre un restaurant à proximité de Times Square à New York et à Auckland.

### Ouvrages
- Édouard de Broglie, La marque face à l'éthique : Guide du marketing durable, Village Mondial, 16 décembre 2002
- Édouard de Broglie, Dans le Noir ? : Une idée lumineuse !, Village Mondial, 10 juillet 2014